# Jeanne de La Saulcée
Jeanne de La Saulcée, dite veuve de Barnabé Chaussard, née à la fin du XVe siècle et morte en 1559, est une éditrice et imprimeuse française, établie à Lyon pendant la Renaissance.

## Biographie
Née Jeanne de La Saulcée à la fin du XVe siècle, à une date inconnue, elle épouse en 1516 l'imprimeur-éditeur lyonnais Barnabé Chaussard et lui apporte en dot la moitié d’une maison située « rue Mercière, près Notre-Dame-de-Confort », entre deux autres maisons d'artisans du livre, celle du libraire Aimé de La Porte et celle de l'imprimeur François Fradin. Chaussard y installe son imprimerie-librairie. Le couple a six enfants, quatre filles et deux fils.
À la mort de son époux, fin 1527, alors que ses deux fils, héritiers de l'entreprise, sont encore mineurs, elle prend sa succession à la tête de l'imprimerie, maison d'édition et librairie.
Après son remariage avec son chef d'atelier Jean Lambany fin 1528, elle laisse la direction de l'entreprise à son nouveau mari, qui publie sous son propre nom. Veuve à nouveau en décembre 1529, elle reprend la raison sociale : « Veuve de Barnabé Chaussard ». En juin 1533, elle épouse en troisièmes noces son ancien prote, Jean Cantarel dit « Motin », qui dirige l'affaire de 1533 à 1552 sous la raison « En la maison de feu Barnabé Chaussard ». En 1552, date de la majorité des deux fils de Barnabé, François et Benoît, Jeanne de La Saulcée leur laisse la direction de l’imprimerie. Elle meurt en 1559.
Contrairement à Charlotte Guillard, l'imprimerie ne porta donc pas directement son prénom mais son nom d'alliance et sa qualité de veuve : s'engageant à payer ses taxes et employer un homme pour les tâches relevant du domaine masculin, elle fut cependant l'une des rares figures féminines de l'imprimerie humaniste lyonnaise avec sept autres veuves.

## Catalogue
En 1532, l'imprimerie dirigée par Jeanne de La Saulcée publie Les Grandes et Inestimables Chroniques du grant et énorme géant Gargantua, en un petit in-4° dont on ne connaît que 4 exemplaires. La question de savoir si Rabelais lui-même, qui arrive à Lyon en 1532, est ou non l'auteur de ce texte, du moins en partie, reste disputée.